# Wysokie Progi
Wysokie Progi – powieść obyczajowa Tadeusza Dołęgi-Mostowicza z 1935 roku, druga część dylogii o Magdzie Nieczajównej, kontynuacja powieści Złota Maska.
Na podstawie obu książek powstał w 1939 roku film Złota Maska.

## Treść
Dalsze losy Magdy Nieczajówny, aktorki warszawskich teatrzyków rewiowych. Korzystając z okazji Magda wybiera się na kurs turystyczny po Europie statkiem Sarmatia, gdzie poznaje ziemianina Ksawerego Runickiego, właściciela majątku Wysokie Progi. Wspólna wyprawa zbliża oboje i Magda zakochuje się w młodym arystokracie. Po zakończeniu podróży okazuje się jednak, że majątek Runickich ma zostać wkrótce zlicytowany z powodu długów. Magda zachęca Ksawerego do pracy nad uratowaniem rodzinnego dziedzictwa i przyjmuje jego oświadczyny.
Wkrótce rozpoczyna nowe życie jako pani Runicka, co jednak spotyka się z brakiem akceptacji mieszkańców majątku, a zwłaszcza jej teściowej, pani Aldony. Jednak dzięki ciężkiej pracy, uporządkowaniu finansów, znajomościom Magdy z Warszawy, a przede wszystkim jej umiętnościom prowadzenia rachunków, Wysokie Progi pozostają w rękach rodziny. Magda zyskuje szacunek służby i męża, jednak nadal jest traktowana z góry przez towarzystwo, a zwłaszcza dawne kochanki Ksawerego. Z czasem pojawiają się też problemy w małżeństwie, ponieważ Ksawery powraca do próżniaczego stylu życia. Szansą na uratowanie związku wydają się narodziny syna, Tomasza. Sprawy jednak nadal się komplikują.